# David Johansen
David Roger Johansen (Staten Island, Nueva York, 9 de enero de 1950-Nueva York, 28 de febrero de 2025) fue un músico estadounidense de rock, punk y blues. Formó parte de la banda de glam rock New York Dolls.

## Sus comienzos
Su madre, de ascendencia irlandesa, era bibliotecaria y su padre, de ascendencia noruega, agente de seguros.
Cuando su padre fue arrestado en 1967 por tratar de introducir al país ilegalmente 15 libras de marihuana, David se refugió en la música, con la idea de seguir los pasos de su ídolo Mick Jagger. Johansen se convirtió después en un icono en el primer periodo del punk creando un anticipado estilo que inspiraría la revolución punk.

## Carrera
Originalmente inspirado por Mick Jagger y Rob Tyner de MC5, Johansen comenzó su carrera en la segunda mitad de la década de los sesenta como cantante en una banda llamada Vagabond Missionaries; posteriormente al inicio de los setenta como cantante de la banda punk New York Dolls. Con New York Dolls solo grabó dos álbumes, New York Dolls en 1973 y Too Much Too Soon en 1974. Ambos materiales sin mucho éxito comercial y duramente criticados, fueron escritos por Johansen y el guitarrista Johnny Thunders.
En 1975, debido a sus adicciones a las drogas Johnny Thunders y el baterista Jerry Nolan renuncian a la banda, poco después y por el mismo motivo el bajista Arthur Kane; Johansen en compañía de Sylvain Sylvain, Peter Jordan, Chris Robison y Tony Machine continuarían con la banda. En 1976 Robison es remplazado por Bobby Blaine, la banda se separó definitivamente en 1977.
Un año más tarde Johansen inició su carrera en solitario, su primer álbum fue David Johansen, al poco tiempo grabaría In Style. Su excompañero de banda, Sylvain Sylvain, colaboró en la grabación y en las presentaciones interpretando varias canciones de New York Dolls, incluso editarían un álbum en vivo, The David Johansen Group Live.
Los álbumes Here Comes the Night y Sweet Revenge destacaron aún más la capacidad de escritor y compositor de David Johansen teniendo como invitados y colaboradores al saxofonista Big Jay McNeely, al músico sudafricano Blondie Chaplin, Beach Boys, The Band y The Rolling Stones.
En la década de los ochenta, Johansen comenzó un proyecto musical bajo el pseudónimo de Buster Poindexter, acompañado por The Uptown Horns, interpretando canciones de jazz, lounge y calipso llegando a presentarse en Saturday Night Live. Como Poindexter se colocó en el primer en las listas con la canción «Hot Hot Hot».
Johansen actuó en varias películas durante los ochenta y noventa y tuvo un papel en la producción de HBO "OZ", apareció en la serie de televisión "The Adventures of Pete & Pete" en el episodio "On Golden Pete" interpretando a un guardabosques; su actuación más destacada fue en la cinta navideña Scrooged.
Después Johansen se unió al grupo The Harry Smiths tributo a Harry Everett Smith, grabron el compilado Anthology of American Folk Music y Shaker, en compañía de Mick Jagger y Emilio Estévez para la película Freejack.
En 2006 Johansen salió de gira con una nueva alineación de New York Dolls y después de casi treinta años grabaron un nuevo álbum One Day It Will Please Us to Remember Even This.
En octubre de 2007 participó en The Staten Island Composers Project, junto con otros dos músicos a quienes llamó la Casa de la Isla; Vernon Reid (fundador de Living Colour y Galt MacDermot. Colaboró además con los soundtracks de las películas Times Square y The Aviator
Falleció el 28 de febrero de 2025 a los 75 años a consecuencia de un cáncer en etapa 4.

## Discografía
- 1978  David Johansen
- 1978  The David Johansen Group Live
- 1979  In Style
- 1981  Here Comes the Night
- 1982  Live It Up
- 1984  Sweet Revenge
- 1987  Buster Poindexter
- 1989  Buster Goes Berserk
- 1994  Buster's Happy Hour
- 1997  Buster's Spanish Rocketship
- 2000  David Johansen and the Harry Smiths
- 2002  Shaker

### Colaboraciones
- 1998  Stay Awake
- 2003  Stormy Weather: The Music of Harold Arlen
- 2005  Jim White Presents Music From Searching for the Wrong-Eyed Jesus